# FC Tokyo
F.C. Tokyo (FC東京 Efushī Tōkyō) là một câu lạc bộ bóng đá hiện đang thi đấu tại J. League Hạng 1. Trụ sở của họ nằm ở Tokyo. Đây là một trong 4 đội tại J. League chỉ đơn giản gọi là Câu lạc bộ bóng đá mà không có tên phần mở rộng.

## Lịch sử

Tokyo Gas F.C.

Câu lạc bộ khởi đầu là một câu lạc bộ doanh nghiệp, Câu lạc bộ bóng đá Tokyo Gas (東京ガスFC) Mùa đầu tiên của họ tại giải quốc gia là năm 1991, mùa cuối cùng của Japan Soccer League cũ. Với sự bổ sung tuyển thủ Brazil Amaral và huấn luyện viên Kiyoshi Okuma lãnh đạo, câu lạc bộ dần dần trở lên cạnh tranh và năm 1997, đội kết thúc ở vị trí thứ hai, một năm sau đó họ giành chức vô địch JFL. Tuy nhiên, ở thời điểm đó đội không đủ điều kiện cần thiết để lên J1 League và đành phải ở lại J2.
Sau đó, ngày 1 tháng 10 năm 1998, các công ty như Tokyo Gas, TEPCO, ampm, TV Tokyo, và Culture Convenience Club, cùng nhau tạo ra Công ty Câu lạc bộ bóng đá Tokyo với mục tiêu giúp đội có đủ điều kiện tham dự J. League. Năm 1999, họ kết thúc ở vị trí thứ J2 League và giành quyền lên hạng J1 bắt đầu từ mùa 2000. Bất chấp những khó khăn ngày đầu lên hạng, đội giành 4 chiến thắng liên tiếp sau ngày khai mạc và kết thúc mùa giải ở vị trí thứ 7
xxxxthumb|Tokyo Dorompa, linh vật của câu lạc bộ]]
Nhờ kỉ lục chiến thắng, lượng khán giả tăng lên và và có vị trí cao hơn Tokyo Verdy 1969 đội chuyển trụ sở từ Kawasaki, Kanagawa về năm 2001. Từ năm 2002, đội được dẫn dắt bởi Hiromi Hara và cố gắng giành chức vô địch nhờ một hàng tấn công mạnh. Mùa 2003 đội kết thúc ở vị trí thứ 4, cao nhất trong lịch sử. Tháng Tám cùng năm, họ tổ chức trận giao hữu với một trong những đội bóng lớn nhất thế giới, Real Madrid dù thua 3–0 nhưng đã nhận được những kinh nghiệm quý báu ở cả trong lẫn ngoài sân cỏ từ một câu lạc bộ lớn.
Người đội trưởng lâu năm Amaral, được các cổ động viên gọi làThe King of Tokyo, rời câu lạc bộ và gia nhập Shonan Bellmare năm 2004. Được thay thể bởi tuyển thủ đội tuyển Olympic quốc gia tham dự Olympic Athens Yasuyuki Konno từ Consadole Sapporo. Vào tháng 11 cùng năm, họ giành chức vô địch J. League Yamazaki Nabisco Cup chức vô địch lớn đầu tiên kể từ khi gia nhập J. League.
Sau 10 năm tham dự J. League mà không có linh vật, câu lạc bộ chọn Tokyo Dorompa, có hình dáng giống một con tanuki, làm linh vật chính thức vào tháng 1 năm 2009.
Ngày 4 tháng 12 năm 2010 FC Tokyo có trận đấu cuối cùng của họ trên sân khách với đội bóng đã xuống hạng Kyoto Sanga FC. FC Tokyo để thua 2-0 và trở lại với giải hạng hai lần đầu sau 11 năm. Tuy vậy, họ đã nhanh chóng trở lại ngay trong mùa giải sau đó với chức vô địch J2 vào tháng 11 năm 2011.
Trước khi họ giành Cúp Hoàng đế 2011, FC Tokyo đã từng ba lần vào bán kết: vào các năm 1997 (Tokyo Gas), 2008, và 2010. Năm 2011 khi mà họ xuất sắc giành chức vô địch họ vẫn đang thi đấu tại giải hạng hai. Họ trở thành đội đầu tiên cả J2, và thứ ba của giải hạng hai (sau NKK S.C. năm 1981 và Júbilo Iwata năm 1982), làm được điều này.

## Sân vận động
F.C. Tokyo sử dụng Sân vận động Ajinomoto làm sân nhà (tên chính thức là Sân vận động Tokyo). Trong một thời gian dài chưa có sân nhà họ thi đấu ở một vài sân khác nhau như Sân vận động Quốc gia Yoyogi, Sân vận động bóng đá Quốc gia Nishigaoka, Sân vận động phường đặc biệt Edogawa, và Sân vận động Olympic Park Komazawa , bắt đầu từ năm 2001 họ cuối cùng cũng tìm được sân nhà lâu dài. Câu lạc bộ tập luyện tại Sarue Ground ở Koto, Tokyo và Kodaira Ground ở Kodaira, Tokyo.

## Cầu thủ

### Đội hình hiện tại
Tính đến ngày 10 tháng 1 năm 2020
Ghi chú: Quốc kỳ chỉ đội tuyển quốc gia được xác định rõ trong điều lệ tư cách FIFA. Các cầu thủ có thể giữ hơn một quốc tịch ngoài FIFA.
| Số | VT | Quốc gia | Cầu thủ                    |
| -- | -- | -------- | -------------------------- |
| 1  | TM | Nhật Bản | Tsuyoshi Kodama            |
| 3  | HV | Nhật Bản | Masato Morishige           |
| 4  | HV | Nhật Bản | Tsuyoshi Watanabe          |
| 5  | HV | Nhật Bản | Daiki Niwa                 |
| 6  | HV | Nhật Bản | Ryoya Ogawa                |
| 7  | TV | Nhật Bản | Hirotaka Mita              |
| 8  | TV | Nhật Bản | Yojiro Takahagi            |
| 9  | TĐ | Brasil   | Diego Oliveira             |
| 10 | TV | Nhật Bản | Keigo Higashi (đội trưởng) |
| 11 | TĐ | Nhật Bản | Kensuke Nagai              |
| 13 | TM | Nhật Bản | Go Hatano                  |
| 15 | TV | Brasil   | Adaílton                   |
| 19 | TV | Nhật Bản | Kiwara Miyazaki            |
| 20 | TV | Brasil   | Leandro                    |
| 22 | HV | Nhật Bản | Takumi Nakamura            |
| 23 | TĐ | Nhật Bản | Kiichi Yajima              |

| Số | VT | Quốc gia | Cầu thủ               |
| -- | -- | -------- | --------------------- |
| 24 | TĐ | Nhật Bản | Taichi Hara           |
| 27 | TĐ | Nhật Bản | Kyosuke Tagawa        |
| 28 | TV | Nhật Bản | Takuya Uchida         |
| 31 | TV | Nhật Bản | Shuto Abe             |
| 32 | HV | Liban    | Joan Oumari           |
| 33 | TM | Nhật Bản | Akihiro Hayashi       |
| 35 | TV | Nhật Bản | Yoshitake Suzuki      |
| 36 | HV | Nhật Bản | Takahiro Yanagi       |
| 37 | HV | Nhật Bản | Hotaka Nakamura       |
| 38 | TV | Nhật Bản | Kazuya Konno          |
| 40 | TV | Nhật Bản | Rei Hirakawa          |
| 41 | TM | Nhật Bản | Taishi Brandon Nozawa |
| 44 | TV | Nhật Bản | Manato Shinada        |
| 45 | TV | Brasil   | Arthur Silva          |
| 47 | HV | Nhật Bản | Seiji Kimura          |
| 49 | HV | Nhật Bản | Kashifu Bangunagande  |

### Cho mượn
Ghi chú: Quốc kỳ chỉ đội tuyển quốc gia được xác định rõ trong điều lệ tư cách FIFA. Các cầu thủ có thể giữ hơn một quốc tịch ngoài FIFA.
| Số | VT | Quốc gia | Cầu thủ                                 |
| -- | -- | -------- | --------------------------------------- |
| —  | TM | Nhật Bản | Riku Hirosue (tại Renofa Yamaguchi FC)  |
| —  | HV | Nhật Bản | Masayuki Yamada (tại Machida Zelvia)    |
| —  | HV | Nhật Bản | Takahiro Yanagi (tại Montedio Yamagata) |

| Số | VT | Quốc gia | Cầu thủ                                 |
| -- | -- | -------- | --------------------------------------- |
| —  | HV | Nhật Bản | Kazunori Yoshimoto (tai Avispa Fukuoka) |
| —  | TV | Nhật Bản | Hideyuki Nozawa (tại Ehime FC)          |

### Cầu thủ quốc tế
| Nhật Bản - Yoichi Doi - Takashi Fukunishi - Shuichi Gonda - Naotake Hanyu - Sota Hirayama - Naohiro Ishikawa - Akira Kaji - Yasuyuki Konno - Wagner Lopes - Teruyuki Moniwa - Yuto Nagatomo - Masashi Oguro - Yuhei Tokunaga - Takuji Yonemoto |  | AFC/CAF/OFC - Jade North - Nathan Burns - Jang Hyun-soo - Kim Young-Gwon - Kwak Hee-Ju - Oh Jang-eun - Seo Yong-duk - Seo Yong-duk - Lassad Nouioui |  | UEFA - Michele Canini - Nemanja Vučićević |  | CONCACAF - Paulo Wanchope |  | CONMEBOL - Almir - Amaral - Bruno Quadros - Edmilson - Cabore - Danilo Gomes - Edu - Emerson - Evaldo - Jean - Júlio - Kelly - Lucas - Marcelo Mattos - Matheus - Oliveira - Pedro Júnior - Ricardinho - Roberto César - Rychely - Sandro - Tuto - Washington - Santiago Salcedo |

### Cầu thủ World Cup
World Cup 2006
- Paulo Wanchope
- Yoichi Doi
- Teruyuki Moniwa

World Cup 2010
- Yasuyuki Konno
- Yuto Nagatomo

World Cup 2014
- Shuichi Gonda
- Masato Morishige

## Huấn luyện viên
| Huấn luyện viên    | Quốc tịch   | Thời gian dẫn dắt    |
| ------------------ | ----------- | -------------------- |
| Kiyoshi Okuma      | Nhật Bản    | 1/1/1995–31/12/2001  |
| Tahseen Jabbary    | Hà Lan      | 1998                 |
| Hiromi Hara        | Nhật Bản    | 1/1/2002–19/12/2005  |
| Alexandre Gallo    | Brasil      | 20/12/2005–14/8/2006 |
| Hisao Kuramata     | Nhật Bản    | 15/8/2006–6/12/2006  |
| Hiromi Hara        | Nhật Bản    | 7/12/2006–31/12/2007 |
| Hiroshi Jofuku     | Nhật Bản    | 1/1/2008–19/9/2010   |
| Kiyoshi Okuma      | Nhật Bản    | 20/9/2010–2/1/2011   |
| Ranko Popović      | Serbia      | 2/1/2012–31/12/2013  |
| Massimo Ficcadenti | Ý           | 2/1/2014–31/12/2015  |
| Hiroshi Jofuku     | Nhật Bản    | 1/1/2016–24/7/2016   |
| Yoshiyuki Shinoda  | Nhật Bản    | 26/7/2016–10/9/2017  |
| Takayoshi Amma     | Nhật Bản    | 11/9/2017–3/12/2017  |
| Kenta Hasegawa     | Nhật Bản    | 3/12/2017–7/11/2021  |
| Shinichi Morishita | Nhật Bản    | 7/11/2021–31/1/2022  |
| Albert Puig        | Tây Ban Nha | 1/2/2022–14/6/2023   |
| Peter Cklamovski   | Úc          | 20/6/2023–nay        |

## Kết quả tại J. League
| Mùa  | Hạng | Số đội | Vị trí | Trung bình khán giả | J. League Cup | Cúp Hoàng đế | Châu Á | Châu Á   |
| ---- | ---- | ------ | ------ | ------------------- | ------------- | ------------ | ------ | -------- |
| 1999 | J2   | 10     | 2      | 3,498               | Bán kết       | Vòng 4       | -      | -        |
| 2000 | J1   | 16     | 7      | 11,807              | Vòng 2        | Vòng 3       | -      | -        |
| 2001 | J1   | 16     | 8      | 22,313              | Vòng 2        | Vòng 3       | -      | -        |
| 2002 | J1   | 16     | 9      | 22,173              | Tứ kết        | Vòng 3       | -      | -        |
| 2003 | J1   | 16     | 4      | 24,932              | Tứ kết        | Vòng 4       | -      | -        |
| 2004 | J1   | 16     | 8      | 25,438              | Vô địch       | Tứ kết       | -      | -        |
| 2005 | J1   | 18     | 10     | 27,101              | Vòng bảng     | Vòng 5       | -      | -        |
| 2006 | J1   | 18     | 13     | 24,096              | Vòng bảng     | Vòng 5       | -      | -        |
| 2007 | J1   | 18     | 12     | 25,290              | Vòng bảng     | Tứ kết       | -      | -        |
| 2008 | J1   | 18     | 6      | 25,716              | Tứ kết        | Bán kết      | -      | -        |
| 2009 | J1   | 18     | 5      | 25,884              | Vô địch       | Vòng 4       | -      | -        |
| 2010 | J1   | 18     | 16     | 25,112              | Tứ kết        | Bán kết      | -      | -        |
| 2011 | J2   | 20     | 1      | 17,562              | -             | Vô địch      | -      | -        |
| 2012 | J1   | 18     | 10     | 23,955              | Bán kết       | Vòng 2       | CL     | Vòng 1/8 |
| 2013 | J1   | 18     | 8      | 25,073              | Vòng bảng     | Bán kết      | -      | -        |
| 2014 | J1   | 18     | 9      | 25,187              | Vòng bảng     | Vòng 1/8     | -      | -        |
| 2015 | J1   | 18     | 4      | 28,784              | Tứ kết        |              | -      | -        |

## Danh hiệu
- VCK các khu vực (Tokyo Gas Football Club)
  - Vô địch (1): 1990
- Japan Football League (cũ) (Tokyo Gas Football Club)
  - Vô địch (1): 1998
- J. League Cup
  - Vô địch (2): 2004, 2009
- Suruga Bank Championship
  - Vô địch (1): 2010
- J. League Hạng 2
  - Vô địch (1): 2011
- Cúp Hoàng đế
  - Vô địch (1): 2011